# Оленичево
Оленичево — деревня Долгоруковского сельсовета Сердобского района Пензенской области. На 1 января 2004 года — 14 хозяйств, 32 жителя.

## География
Деревня расположена на западе Сердобского района, недалеко от границы Бековского района, расстояние до центра сельсовета села Долгоруково — 6,5 км, расстояние до районного центра город Сердобск — 22 км.

## История
По исследованиям историка — краеведа Полубоярова М. С., деревня основана у речки Ближней Дубовки в 1722 году, на выкупленных землях Якима Яковлевича Минина и Сидора Феликсова, помещиком Трофимом Мелентьевичем Слепцовым, называлась Дубовка Вторая. В XIX веке — в Репьёвской волости Сердобского уезда.

## Численность населения
| год                | 1858 | 1886 | 1911 | 1926 | 1959 | 1979 | 1989 | 1996 | 2004 |
| ------------------ | ---- | ---- | ---- | ---- | ---- | ---- | ---- | ---- | ---- |
| количество жителей | 83   | 113  | 190  | 314  | 163  | 87   | 52   | 48   | 32   |

## Улицы
- Перепутинка;
- Речная.